# آماندا تنفیورد
آماندا تنفیورد (به انگلیسی: Amanda Tenfjord) (زاده ۹ ژانویهٔ ۱۹۹۷) خواننده یونانی است.
او نماینده یونان در یوروویژن ۲۰۲۲ بود.